# Castello di Hartenberg
Il castello di Hartenberg (in ceco Zámek Hartenberg) si trova a Hřebeny, località del comune di Josefov, Distretto di Sokolov nella Regione di Karlovy Vary, Repubblica Ceca. Il castello di Hartenberg, anche se ridotto in parte in rovina, è uno dei dieci castelli più antichi della Boemia e la sua storia inizia nel XII secolo.

## Storia

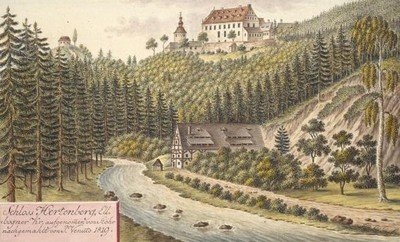
Il castello di Hartenberg in una stampa del 1819

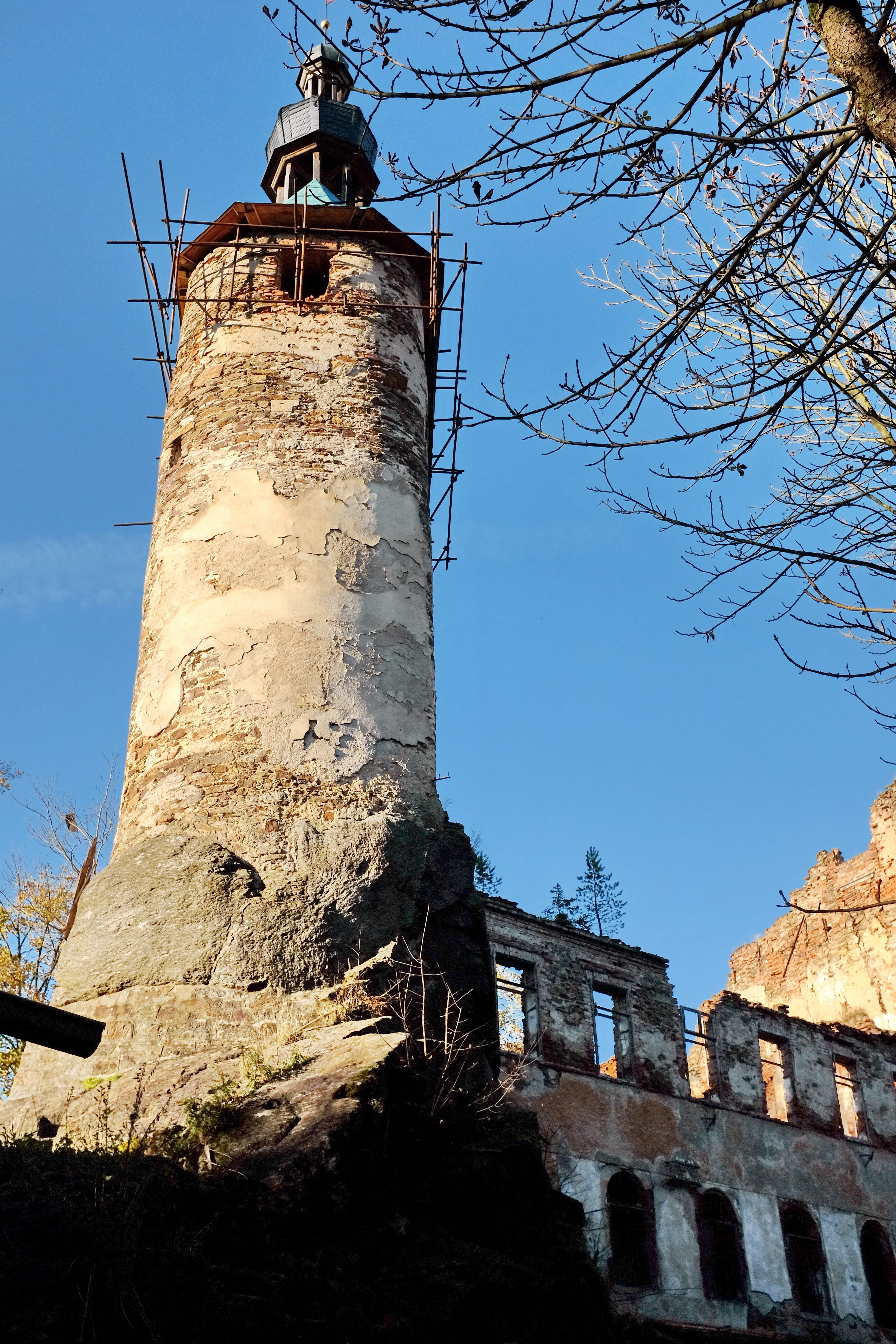
Torre a base circolare

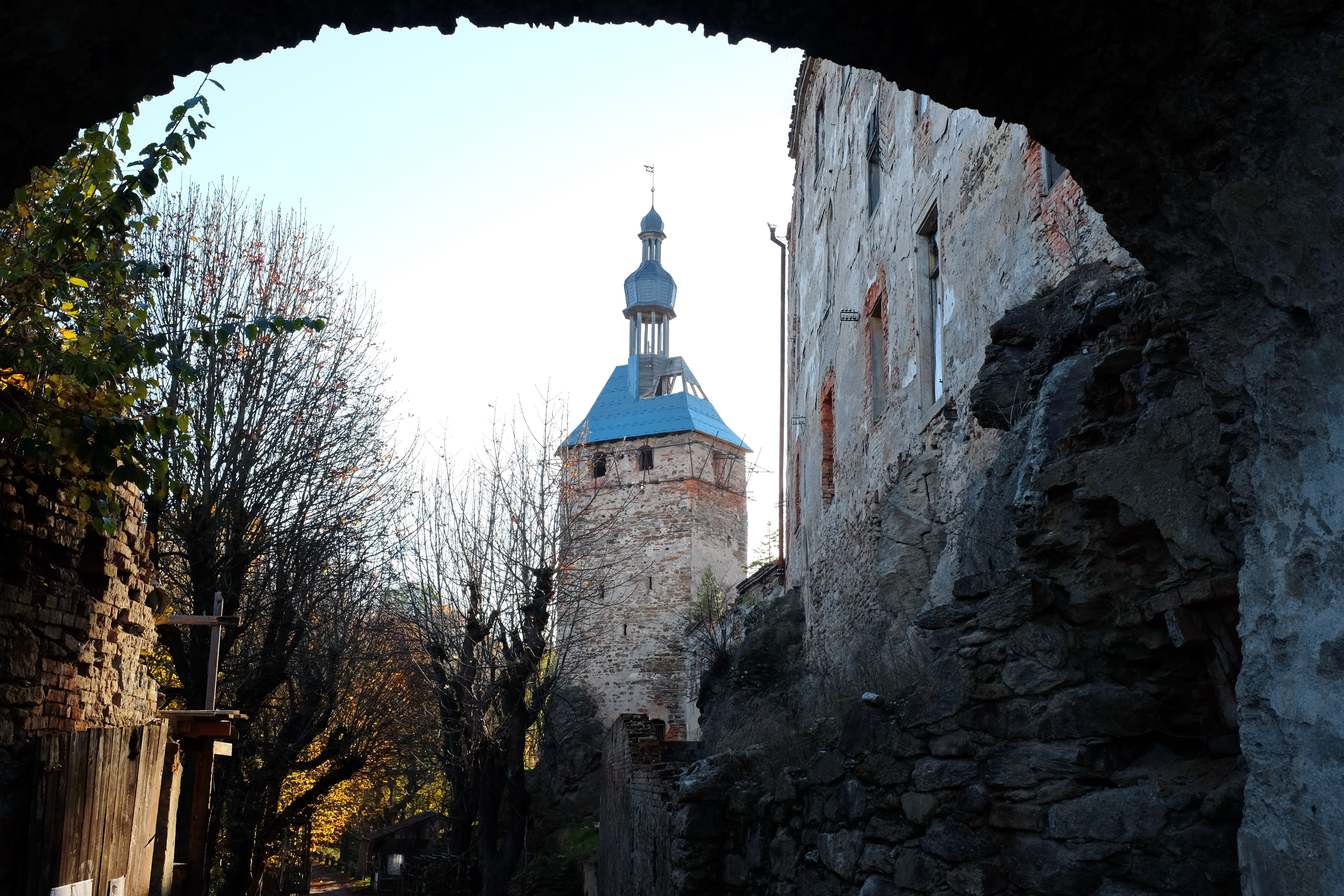
Portale sulla cinta muraria

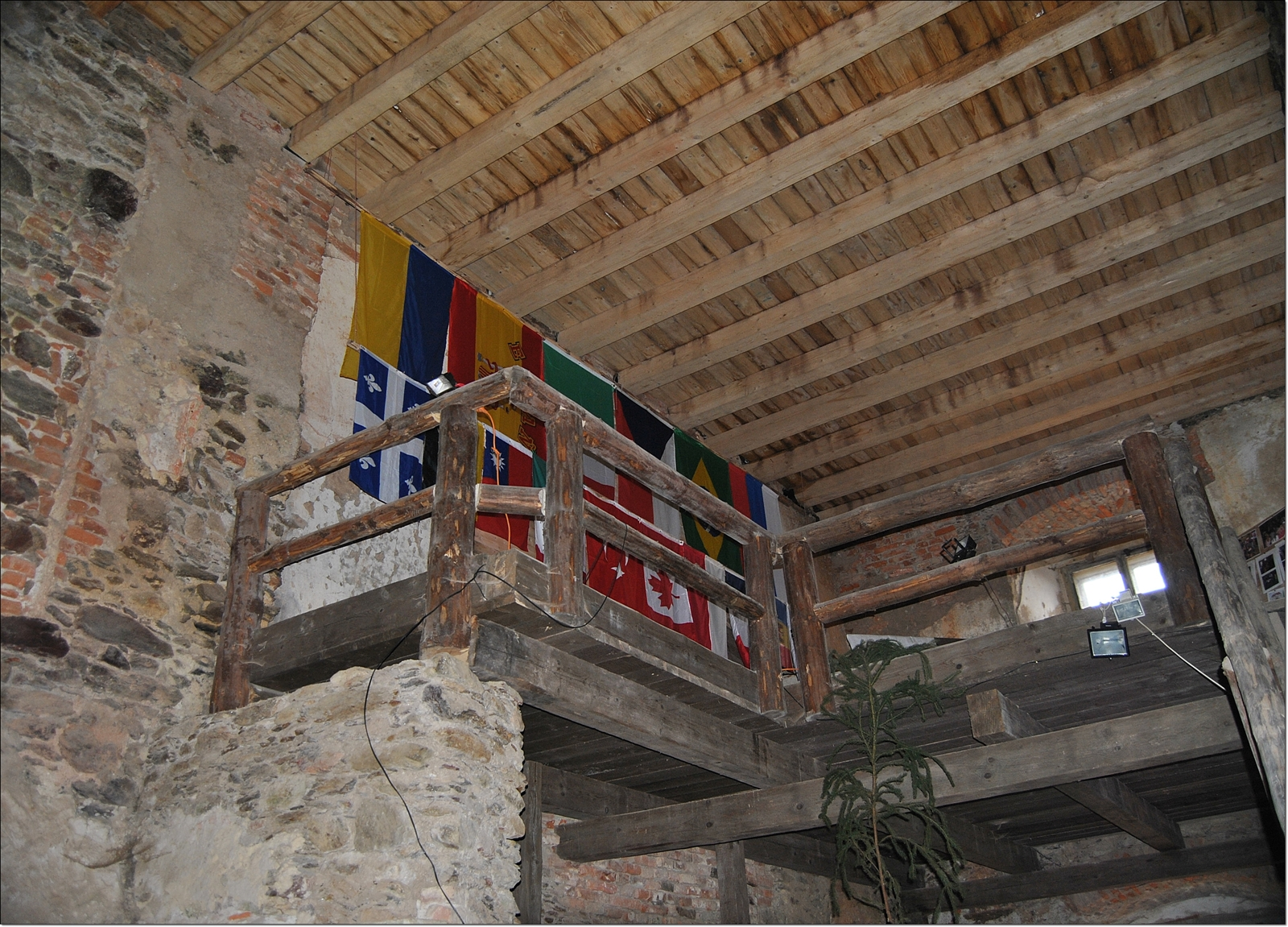
Interno con nuova copertura del tetto

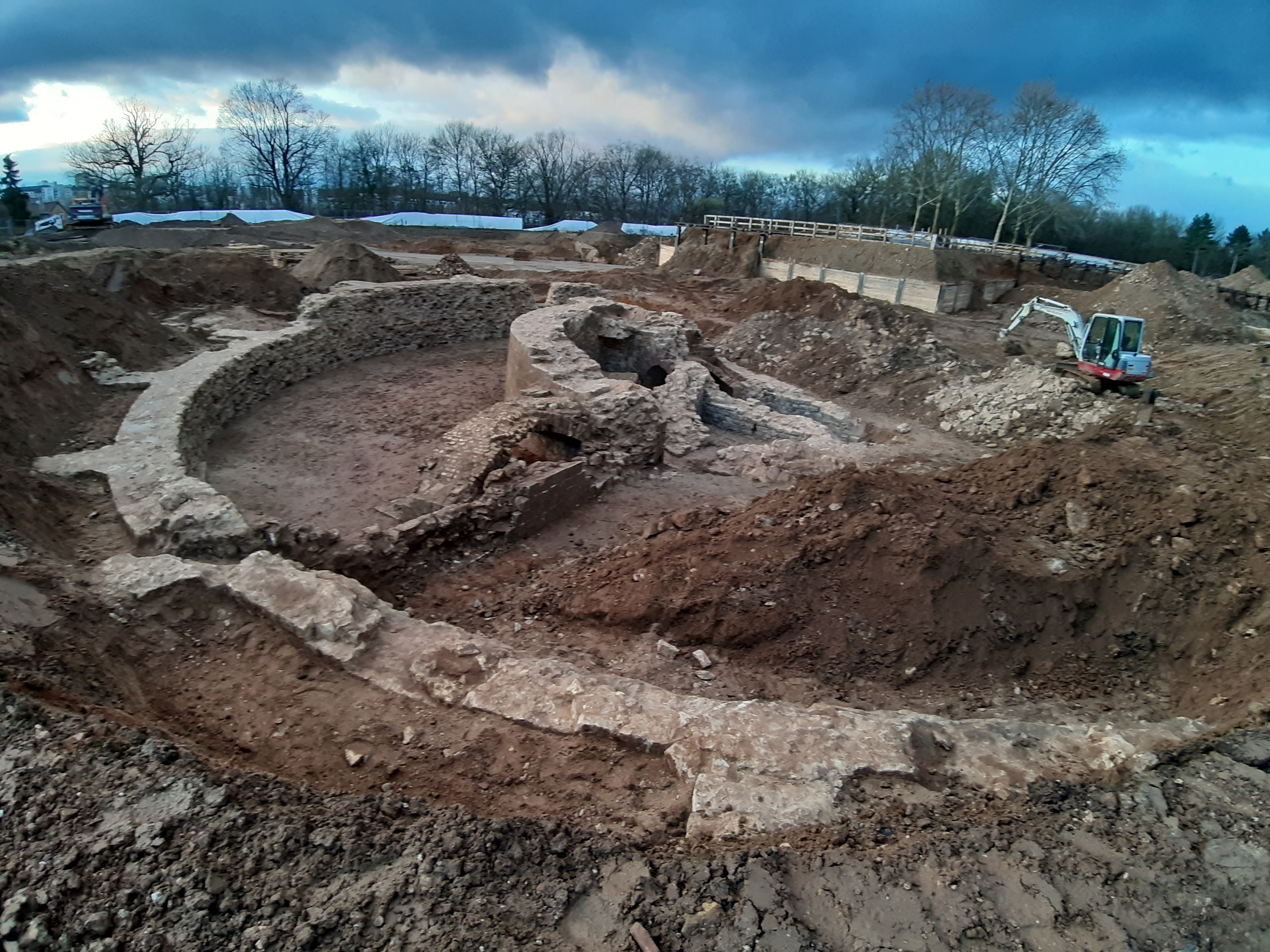
Parte dell'area del complesso durante i lavori realizzati nel 2020

La prima menzione scritta del castello risale al 1214 e l'originaria struttura romanica fu fondata probabilmente alla fine del XII secolo, forse nel 1196, dalla famiglia ministeriale dei signori di Hartenberg lungo la via di comunicazione che univa Sassonia, Turingia e Boemia. Fu scelto per la costruzione un promontorio roccioso tra il fiume Svatava e il ruscello Dolinský sopra il villaggio di Hřebeny. I signori di Hartenberg provenivano dalla Baviera dove sorgeva il loro castello ancestrale. Oltre ad Hartenberg possedevano anche diversi altri manieri, come il castello di Kynžvart. Nel corso del XIII secolo il castello fu ricostruito secondo lo stile gotico. La parte più antica della struttura era probabilmente una grande torre difensiva rettangolare con facciata irregolarmente curva, Questa torre era completata da un palazzo a due ali eccezionalmente grande. Nella prima metà del XVI secolo la struttura subì una modifica che trasformò il castello dal tardo gotico in edificio rinascimentale e poi venne in parte modificato anche con influssi barocchi. Sino al 1945 il castello fu abitato e poi venne nazionalizzato. Gli interni vennero saccheggiati e lentamente cadde quasi completamente in rovina. Nel 1997 queste rovine furono acquistate da Bedřich Loos e iniziò lentamente un intervento di recupero dell'edificio di grande valore storico.

## Descrizione
Il complesso del castello di Hartenberg si trova a Hřebeny, piccola frazione di Josefov, nella Regione di Karlovy Vary, Repubblica Ceca. La struttura comprende una torre barocca, una fontana, un parco e un grande edificio risalente al XVIII secolo. Tutte le costruzioni risultano parzialmente demolite ma conservano un grande valore storico ed inizia ad essere utilizzato dalla comunità per varie iniziative mentre continuano i lavori di recupero.

### Monumento culturale della Repubblica Ceca
La tutela dei monumenti della Repubblica Ceca considera il castello di Hartenberg un monumento culturale tutelato col numero di catalogo 1000147856.